# 고덕 센트럴 아이파크
고덕 센트럴 아이파크(영어: Godeok Central IPARK)는 대한민국 서울특별시 강동구 상일동에 위치하고 있다. 2019년에 완공되었다.